# 鬼龍駿河
鬼龍駿河（きりゅう するが）は、日本の漫画家。

## 経歴
サークル「緑々。」にて同人誌で活動していた。
2011年に白泉社の漫画雑誌『楽園 Le Paradis』にてデビュー。
芳文社の『まんがタイムオリジナル』で主に百合ものの漫画を描いている。

## 連載
- 甘やかせ魔族ども - 『コミックフラッパー』（KADOKAWA）2025年9月号 -

## 単行本
- 『乙女ループ』白泉社、2012年4月27日発売、ISBN 978-4-592-71041-7
- 『乙女ループ・乙』白泉社、2016年1月29日発売、ISBN 978-4-592-71094-3
- 『カントリー少女は都会をめざす!?』芳文社、既刊1巻
  1. 2018年9月6日発売、ISBN 978-4-8322-5717-7
- 『百合に挟まれて、エスパー!』集英社、2021年6月18日発売[1]、ISBN 978-4-08-891886-0
- 『冒険は呪われたあとで』KADOKAWA、全2巻
  1. 2023年10月6日発売、ISBN 978-4-04-075175-7
  2. 2024年4月8日発売、ISBN 978-4-04-075405-5